# Erwin Blumenfeld
Erwin Blumenfeld (26 de enero de 1897-4 de julio de 1969) fue un fotógrafo estadounidense de origen alemán.
Nació en Berlín y aprendió fotografía de un modo autodidacta, al surgir el movimiento Dadá se unió al mismo junto a Georg Grosz. Al terminar la Primera Guerra Mundial se trasladó a Holanda y adoptó el seudónimo de Jan Bloomfield, junto a Grosz y Paul Citroën fundó la «Central Dadá de Ámsterdam». Sus trabajos fotográficos consistían en material contra los nazis y fotomontajes dotados de carácter experimental, para lo que empleaba solarizaciones, combinaciones de negativos, escenificaciones y otros procedimientos que situaban su obra en el movimiento surrealista.
En 1936 se trasladó a París donde comenzó a colaborar con Verve, Vogue y Harper's Bazaar. En 1940 fue internado en un campo de concentración pero logró evadirse hacia Estados Unidos con su familia, nacionalizándose allí al terminar la Segunda Guerra Mundial. En este país continuó con sus colaboraciones en las revistas incorporándose a Cosmopolitan, Look y Popular photography, alcanzando gran prestigio en el mundo de la fotografía de moda en la que aplicaba el experimentalismo propio del surrealismo.
En los años cincuenta abandonó la fotografía.